# João da Mata Chapuzet
João da Mata Chapuzet (Lisboa, Lapa, 1777 — Lisboa, 8 de Agosto de 1842) foi um arquiteto militar e escritor português.

## Biografia
Com o posto de segundo tenente de Engenharia acompanhou as tropas que garantiram a transferência da corte portuguesa para o Brasil em 1807, encontrando-se no Rio de Janeiro em 1808. Retornou à Europa para lutar na Guerra Peninsular contra a ocupação napoleônica do país, vindo a ser condecorado.
Em 1816 foi promovido do posto de major ao de tenente coronel, servindo no Quartel Mestre General - o chefe do Estado Maior do Exército Português.
Em 1821 era comandante do Forte de São Julião da Barra, a maior fortificação marítima portuguesa.
Foi nomeado por D. João VI de Portugal 67.º governador de Cabo Verde, cargo que exerceu entre 1822 e 1826. Como engenheiro e arquiteto militar foi responsável por uma grande modernização na cidade da Praia, capital do arquipélago. Nesse mesmo período, o seu genro, o alferes Ludgero José Villet, foi seu ajudante de campo.
O seu último cargo foi o de governador da praça-forte de Elvas, uma das mais importantes do reino, que exerceu entre 1838 e 1840.
É autor de algumas plantas de fortificações, nomeadamente a do Forte de São Bruno de Caxias e a do Forte do Guincho.